# Pokolj u Doboju
Pokolj u Doboju odnosi se na niz ubojstava i ratnih zločina koje su počinili JNA i srpska paravojska, poglavito "Martićevci" i Beli orlovi, u okolici i u samom Doboju od travnja do jeseni 1992. tijekom rata u Bosni i Hercegovini. Vrhovni sud Düsseldorfa je u presudi protiv Nikole Jorgića 1997. zaključio da su ti zločini su bili čin genocida.
Istraživačko dokumentacijski centar (IDC) registrirao je 2314 žrtava rata (poginulih i nestalih) u općini Doboj.

## Kronologija
Prema presudi vrhovnog suda Düsseldorfa, od travnja do jeseni 1992. su JNA i srpske paravojske krenuli u koordiniranu akciju etničkog čišćenja područja Doboja. Elementarni temelji egzistencije Bošnjaka i Hrvata su uništeni silom u tom području: sredstva su bila uništavanje kuća, kulturnih i religioznih građevina i cijelih sela i gradskih četvrti, masovna ubojstva, pljačkanje, ucjene i od vlasti toleriran teror paravojnih postrojbi. Uhićeni muškarci su nezakonito odvedeni u sabrine logore u kojima su vladali neljudski uvjeti, a morali su vršiti prisilni rad i trpiti maltretiranja stražara.
Doboj je bio geostrateški važan grad zbog glavnih poveznica zapadnih i istočnih srpskih područja te je bio drugo najveće čvorište željezničkih pruga u bivšoj Jugoslaviji. Prema popisu iz 1991., općina Doboja imala je oko 102.000 stanovnika, od kojih su 40.1 % bili Bošnjaci, 38.8 % Srbi a 12.9 % Hrvati. 3. svibnja 1992. središte grada zauzeli su Srbi, bošnjačke četvrti su napadnute teškim topništvom a mladi muškarci i pripadnici inteligencije su nepravomoćno uhićeni. Selo Mala Bukovica je opkoljeno u travnju. Bošnjačkom stanovništvu je zabranjeno napuštati to mjesto. Dva mjeseca kasnije, bošnjačkim muškarcima je oduzet novac i sve vrijednosne stvari te su deportirani u logor.
4. svibnja zauzeto je selo Bukovačke Čivčije a muškarci su istjerani iz kuća, pretučeni i odvedeni, dok je mjesna džamija razorena eksplozivom. Selo Grapska su JNA i paravojske napali tenkovima, raketama zemlja-zrak i minobacačima jer je stanovništvo odbilo njihovu zapovijed o predaji svih oružja. Time su uništene mnoge kuće. Zarobljenici su padom naselja marširali u koloni do Kostajnice gdje su odvojene žena, djeca, stariji i invalidi te potom odvezeni autobusom i pušteni daleko od svojih domova. Muškarci su odvezeni u logor.
Selo Ševarlije ostalo je pošteđeno rata do ljeta, tako da je većina Bošnjaka pobjeglo. 17. ili 18. lipnja su preostali muškarci okupljeni u jednu skupinu gdje su ih ponižavali i pretukli. Postojala su najmanje četiri zatvorenička logora na području Doboja. Nakon rata, Doboj je ostao u Republici Srpskoj.

## Suđenja
Jorgić je osuđen da je u Grabskoj ubio 22 mještana - žene, starije osobe i invalide - koji su se prestrašeni ratnim razaranjem skupili na otvorenom. Tri zarobljena Bošnjaka su morala odvesti leševe u masovnu grobnicu. U Ševarliju je s paravojnom postrojbom zarobio 40 do 50 mještana te ih mučio a šestero je samovoljno smaknuo, dok je sedma žrtva preminula kada je zapaljena u štali zajedno sa šest leševa. Jorgić je također kasnije ubio zarobljenika u zatvoru kada mu je stavio limenu kantu na glavu te ga tako brutalno lupio s drvenom palicom da je ovaj na mjestu preminuo. Jorgić je osuđen na četverostruki doživotni zatvor zbog svojih zločina.
Međunarodni sud za ratne zločine počinjene na području bivše Jugoslavije osudio je Biljanu Plavšić na 11 godina zatvora zbog zbog zločina protiv čovječnosti, između ostalog i za sljedeće zločine u Doboju:
- ubojstvo 34 Bošnjaka i/ili Hrvata u selu Gornja Grapska 10. svibnja 1992.
- nepravomoćni zarobljenici su odvezeni u logore u kojima su vladali neljudski uvjeti.

2005., sud u Zenici je počeo s formalnim saslušanjem aktivnosti nekoliko bosanskih Srba osumnjičenih za ratne zločine protiv nesrpskih civila u Doboju - Milovan Stanković, bivši vojni zapovjednik za grad; Milan "Mico" Ninković, bivši predsjedatelj mjesnog ogranka SDS-a i bivši ministar obrane; Andrija Bjelošević, voditelj centra za sigurnost u Doboju. Jedan od incidenata za koje ih se tereti je smaknuče 15 civila iz središnjeg zatvora Spreča u Doboju u svibnju 1992.; niz masovnih egzekucija nesrpskog stanovništva kraj rijeke Bosne između 17. i 19. lipnja 1992.; niz masovnih egzekucija u vojarni u selu Miljkovac 12. srpnja, 1992; te upotreba civila za živi štit.
Bosanski sud za ratne zločine osudio je srpskog zapovjednika Predraga Kujundžića na 22 godina zatvora zbog ratnih zločina i zločina protiv čovječnosti. Bio je pripadnik postojbe "Predini vukovi" koja je agirala oko Doboja. Osuđen je zbog silovanja i držanja Bošnjaka i Hrvata kao živog štita.

## Vanjske poveznice
- Video izvještaj događaja u Doboju 1992. na YouTube